# Kristjan Raud
Kristjan Raud (22 oktober 1865 - 19 mei 1943) was een Estse symbolistische schilder en illustrator, geboren in Kirikuküla in de gemeente Vinni. Samen met zijn tweelingbroer Paul groeide hij op in Meriküla, waar hun vader boswachter was. Na hun vaders vroege overlijden werden de broers ingeschreven aan de parochieschool in Rakvere, waar ze Duits onderwijs genoten.
Ontevreden met zijn carrière als leraar besloot Kristjan Raud in 1892 naar Sint-Petersburg te verhuizen. Daar trokken zijn tekeningen de aandacht van Johann Köler, die hem aanmoedigde zich in te schrijven aan de Keizerlijke Academie van Kunsten. Na zijn studie verfijnde hij zijn vaardigheden in Düsseldorf en München.
Terug in Tartu organiseerde Raud een school voor jonge kunstenaars, schreef artikelen en gaf les. Na de dood van Jakob Hurt in 1907 zette hij zich in voor de oprichting van een museum gewijd aan folklore, wat leidde tot de oprichting van het Estse Nationaal Museum in 1909. Raud werd een belangrijke figuur in de Estse kunstscene, en in 1935 illustreerde hij de nieuwe editie van het nationale epos Kalevipoeg.
Tijdens de Eerste Wereldoorlog verhuisde Raud naar Tallinn en bleef lesgeven en schilderen. Zijn betrokkenheid bij kunst was zo sterk dat hij zelfs op zijn sterfbed bleef schilderen. Hij stierf in 1943 tijdens de Duitse bezetting. Ondanks zijn bescheiden begrafenis bleef zijn nalatenschap voortleven, met een monument dat in 1969 onder de Sovjetregering werd opgericht en de oprichting van de Kristjan Raud Kunstprijs in 1973. Raud's bijdrage aan de Estse kunst wordt nog steeds gewaardeerd, en zijn portret stond op het Estse biljet van één kroon van 1992 tot 2011.